# Trdoglavci
Trdoglavci je slovenska humoristična televizijska serija televizije POP TV. Avtor in scenarist serije je Rok Vilčnik, režiser pa Marko Naberšnik. Serija je premiero doživela 19. septembra 2011. Po prvi sezoni se POP TV zaradi drage produkcije serije (snemali so jo namreč na lokaciji) ni odločil za nadaljevanje in je serijo ukinil.

## Igralci
| Igralec                | Vloga |
| ---------------------- | --- |
| Jernej Šugman          | župnik Ciril, predan kristjan in največji sovražnik komandirja policije                                                                       |
| Janez Škof             | komandir policije Sviligoj Glojek, zagrizen komunist in pristaš Tita ter bivše Juge ter strasten zaničevalec krščanske vere in župnika Cirila |
| Matej Puc              | policaj Jurček, rahlo mentalno prikrajšan in zaljubljen v Katko                                                                               |
| Oskar Kranjc           | policaj Milivoj Glojek, iznajdljiv sin Sviligoja in Irme                                                                                      |
| Nataša Tič Ralijan     | Irma Glojek, Sviligojeva žena in strastna veganka                                                                                             |
| Primož Pirnat          | poštar in gasilec Slavc, ki ironično nikoli ne uspe pogasiti ničesar                                                                          |
| Bojan Emeršič          | krčmar Boštjan ''Krača'', ki vsak euro večkrat obrne in vsake toliko pokaže svojo zatreskanost v Katko                                        |
| Lidija Sušnik          | natakarica Katka |
| Lotos Vincenc Šparovec | župan Kozmijan, zagrizen lovec, ki ironično ne zna puške uporabljat                                                                           |
| Ivanka Mežan           | Francka, župnikova pomočnica, ki nikoli ne govori                                                                                             |

### Sezona 1
| Zap. # | Epizoda sezone | Naslov epizode            | Premierno predvajanje |
| ------ | -------------- | ------------------------- | --------------------- |
| 1.     | 1              | "Tista ta prva"           | 19. sep 2011          |
| 2.     | 2              | "Tista o semaforju"       | 26. sep 2011          |
| 3.     | 3              | "Tista o dražbi"          | 3. okt 2011           |
| 4.     | 4              | "Tista o radarju"         | 10. okt 2011          |
| 5.     | 5              | "Tista o streli"          | 17. okt 2011          |
| 6.     | 6              | "Tista o snubitvi"        | 24. okt 2011          |
| 7.     | 7              | "Tista o razglednici"     | 31. okt 2011          |
| 8.     | 8              | "Tista o fuzbalu"         | 7. nov 2011           |
| 9.     | 9              | "Tista o Romeu"           | 14. nov 2011          |
| 10.    | 10             | "Tista o nadarjeni srni"  | 21. nov 2011          |
| 11.    | 11             | "Tista o stavi"           | 28. nov 2011          |
| 12.    | 12             | "Tista o strelskih vajah" | 5. dec 2011           |